# Тёгра
Тёгра — река в Архангельской области Российской Федерации. Является левым притоком реки Емца (бассейн Северной Двины).

## География
Исток реки находится в 10 километрах к северо-востоку от станции Емца (Плесецкий район Архангельской области), на водоразделе рек Емца и Шелекса, на высоте около 105 метров над уровнем моря. Вытекает Тёгра из озера, которое находится в так называемом урочище 34-го квартала. В верхнем течении течёт среди обширных болот сначала на восток, а затем резко поворачивает на юг. После нежилого населённого пункта Тёгра в Плесецком районе, расположенного на левом берегу, река поворачивает сначала на восток, а затем на северо-восток, как и течёт почти до самого устья. Затем Тёгра проходит границу трёх муниципальных образований Архангельской области: границу Плесецкого, Холмогорского районов и ЗАТО «Мирный». Ниже этого места Тёгра на протяжении 20 км служит границей между Плесецким и Холмогорским районами, потом заходит на территорию Холмогорского района. В среднем течении ширина реки примерно равна 10 метрам, течение спокойное, река течёт по лесной, ненаселённой местности. К востоку от Тёгры располагается большое болото Таймугское. В нижнем течении русло у реки чрезвычайно извилистое, на реке встречаются пороги и стремнины, ширина реки невелика — около 10-15 метров. После населённого пункта Тёгра-Осередок в Холмогорском районе, река поворачивает на восток и через 5 км впадает в Емцу. Устье реки находится в 48 км по левому берегу реки Емца. Ширина Тёгры при впадении в Емцу равна 10 метрам. Длина реки составляет 114 км. Тёгра принимает не очень много притоков (у реки в основном левые притоки), самые значительные из которых — Воя (левый), Семручей (правый), Езручей (левый).

## Данные водного реестра
По данным государственного водного реестра России относится к Двинско-Печорскому бассейновому округу, водохозяйственный участок реки — Северная Двина от впадения реки Вага и до устья, без реки Пинега, речной подбассейн реки — Северная Двина ниже места слияния Вычегды и Малой Северной Двины. Речной бассейн реки — Северная Двина.
По данным геоинформационной системы водохозяйственного районирования территории РФ, подготовленной Федеральным агентством водных ресурсов:
- Код водного объекта в государственном водном реестре — 03020300412103000033928
- Код по гидрологической изученности (ГИ) — 103003392
- Код бассейна — 03.02.03.004
- Номер тома по ГИ — 03
- Выпуск по ГИ — 0

## Притоки реки
- Воя (левый)
- Семручей (правый)
- Езручей (левый)
- Сухой (левый)
- Зверинец (левый)

## Населённые пункты
- Тегра (нежилой)
- Тегра Верхняя
- Тегра-Осередок
- Тегра Нижняя